# Перама
Перама (грец. Πέραμα) — портове місто в Греції, передмістя Пірею, розташоване на південний захід від гір Егалео. В місті знаходиться західний термінал пірейського порту, з нього курусує пором на Саламін.
В Перамі є початкові школи, ліцеї, гімназія, банки, поліційна дільниця, поштове відділення, футбольна команда «Перамікос».

## Населення
| Рік  | Населення |
| ---- | --------- |
| 1940 | 1.462     |
| 1961 | 14.694    |
| 1981 | 23 012    |
| 1991 | 24 119    |
| 2001 | 25 720    |